# New York Film Critics Circle Awards 2024
La 90ª edizione dei New York Film Critics Circle Awards, annunciati il 3 dicembre 2024, ha premiato i migliori film usciti nel corso dell'anno.

## Vincitori
A seguire vengono indicati i vincitori, in grassetto.

### Miglior film
- The Brutalist, regia di Brady Corbet

### Miglior regista
- RaMell Ross – Nickel Boys

### Miglior attore protagonista
- Adrien Brody – The Brutalist

### Miglior attrice protagonista
- Marianne Jean-Baptiste – Hard Truths

### Miglior attore non protagonista
- Kieran Culkin – A Real Pain

### Miglior attrice non protagonista
- Carol Kane – Between the Temples

### Miglior sceneggiatura
- Sean Baker – Anora

### Miglior film in lingua straniera
- All We Imagine As Light - Amore a Mumbai (All We Imagine as Light), regia di Payal Kapadiya ·  India

### Miglior film di saggistica
- No Other Land, regia di Basel Adra, Hamdan Ballal, Yuval Abraham e Rachel Szor

### Miglior film d'animazione
- Flow - Un mondo da salvare (Straume), regia di Gints Zilbalodis

### Miglior fotografia
- Jomo Fray – Nickel Boys

### Miglior opera prima
- Janet Planet, regia di Annie Baker

### Menzione speciale
Sono stati assegnati premi in denaro a due studenti specializzati in critica cinematografica/giornalismo che frequentano un college nella regione:
- Undergraduate – Alexander Swift (Vassar College)
- Graduate – Drew Smith (Università di New York)